# Sybil Fawlty
Sybil Fawlty è un personaggio della sit-com inglese Fawlty Towers. È interpretata da Prunella Scales.

## Descrizione del personaggio
Sybil è la moglie di Basil Fawlty, il proprietario dell'hotel di Torquay, ed è l'unico personaggio della serie che si riferisce a lui chiamandolo con il suo nome di battesimo. Sybil è una lavoratrice molto più valida del marito; lei sa gestire le crisi con calma e fa soggiornare gli ospiti dell'hotel. Nonostante la sua efficacia come lavoratrice, comunque, è nota per essere estremamente pigra, in quanto preferisce di più parlare al telefono con l'amica Audrey mentre gli altri impiegati lavorano attorno a lei. Basil è completamente terrorizzato da Sybil, descrivendola nell'episodio I muratori come se avesse "la capacità di uccidere un uomo a dieci passi con una sfera della sua lingua". Parecchie volte, Basil ha fatto infuriare talmente tanto Sybil al punto di subire dalla stessa della violenza fisica.
Sybil è caratterizzata da un tono acuto e da una risata loquace. Spesso Basil si rivolge a lei con vari epiteti offensivi che lei ignora.
Sybil e Basil hanno una vita sessuale molto repressa: infatti, nell'episodio Ricevimento di nozze, si scopre che dormono in due letti separati. L'unica volta in cui Basil dimostra amore verso sua moglie è nell'episodio L'anniversario.
Sybil è l'archetipo della moglie fastidiosa. Spesso corteggia gli ospiti dell'hotel, ma si arrabbia quando Basil corteggia qualcuno.